# Paul Cleary
 Paul Cleary, född 28 april 1976, är en australisk friidrottare. Han deltog vid olympiska sommarspelen 1996.